# Fokker 50
Fokker 50 je dvomotorno turbopropelersko regionalno potniško letalo, ki ga je izdelovalo nizozemsko podjetje Fokker. Med letoma 1987 in 1997 so izdelali 213 letal. Leta 1996 je Fokker bankrotiral. Večina letal je še vedno v uporabi. Fokker je začel z zasnovo Fokkerja 50 leta 1983, ko so naročila za F27, ki je bil v proizvodnji od leta 1958, začela padati.
Fokker 50 je naslednik zelo uspešnega Fokker F27 Friendship. Fokker 60 je za 1,6 metra podaljšana verzija Fokkerja 50.

## Tehnične specifikacije(serije 100)
- Posadka: 2
- Kapaciteta: do 58 potnikov
- Dolžina: 25,25 m (82 ft 10 in); Fokker 60: 26,87 m (88,16 ft)
- Razpon kril: 29 m (95 ft 2 in)
- Višina: 8.32 m (27 ft 4 in)
- Površina kril: 70 m2 (750 sq ft)
- Prazna teža: 12 250 kg (27 007 lb)
- Gros teža: 18 597 kg (41 000 lb)
- Maks. vzletna teža: 20 820 kg (45 900 lb); Fokker 60: 22 950 kg (50 596 lb)
- Motorji: 2 × Pratt & Whitney Canada PW125B turboprop, 1 864 kW (2 500 KM) vsak; Fokker 60: 2x 1 953 kW (2 619 KM) Pratt & Whitney Canada PW127B turboprop
- Propelerji: šestkraki Dowty Rotol kompozitni propelerji
- Največja hitrost: 560 km/h (348 mph; 302 kn)
- Potovalna hitrost: 530 km/h (329 mph; 286 kn); Fokker 60: 469 km/h (291 mph)
- Dolet: 2 055 km (1 277 mi; 1 110 nmi)
- Višina leta (servisna): 7 620 m (25 000 ft)